# Lawrence Brown
Lawrence Brown (Kansas, 3 agosto 1907 – Los Angeles, 5 settembre 1988) è stato un trombonista statunitense, che arrivò alla fama grazie alla sua militanza nei ranghi dell'orchestra di Duke Ellington.. Nel corso del resto della sua carriera Brown, oltre a lavorare come turnista, incise anche dischi da solista..

## Biografia
Dopo aver iniziato la sua carriera nelle orchestre di Charlie Echols e Paul Howard, Brown si unì all'orchestra di Duke Ellington nel 1932. La sua tecnica impeccabile sullo strumento, che gli conferiva "un suono cremoso unito ad un vibrato frenetico" veniva messa regolarmente in mostra in molti brani, tra gli altri "Blue Cellophane" e "Golden Cress."
Nel 1951, Brown lasciò l'orchestra di Ellington per unirsi al gruppo formato dall'ex Ellingtoniano Johnny Hodges, rimanendovi fino al 1955; in seguito , Brown lavorò cinque anni come musicista di sala per la CBS. Nel 1960, Brown tornò con Ellington,  rimanendo con l'orchestra fino al 1970; in seguito, cessò completamente le sue esibizioni pubbliche.
Nell'orchestra di Ellington, Brown era spesso impiegato nelle ballad, come solista e come caposezione. Il suo modo di affrontare le ballad e i pezzi veloci influenzò molti altri trombonisti famosi, da Tommy Dorsey a Bill Harris.
Lawrence Brown, che aveva sposato l'attrice Fredi Washington, morì nel 1984 a Los Angeles, California.

## Discografia
- 1955: Slide Trombone Featuring Lawrence Brown (Clef Records)
- 1965: Inspired Abandon (Impulse! Records)